# Hagnagora ephestris
Hagnagora ephestris är en fjärilsart som beskrevs av Felder 1875. Hagnagora ephestris ingår i släktet Hagnagora och familjen mätare. Inga underarter finns listade i Catalogue of Life.